# Gare de Welle
La gare de Welle (en néerlandais : station Welle) est une gare ferroviaire belge de la ligne 89 de Denderleeuw à Courtrai située à Welle dans la commune de Denderleeuw en région flamande dans la Province de Flandre-Orientale.
C’est une halte voyageurs de la Société nationale des chemins de fer belges (SNCB) desservie par des trains Suburbains (S).

## Situation ferroviaire
Située au point kilométrique (PK) 2,1 de la ligne 89 de Denderleeuw à Courtrai, elle est établie entre la gare de Denderleeuw et celle d'Haaltert.

## Histoire
La Société des chemins de fer de l'Ouest de la Belgique met en service la ligne de Denderleeuw à Courtrai en 1868 (le 14 décembre 1868 pour la section d'Audenarde à Denderleeuw). L'exploitant privé qui en assurait l'exploitation est nationalisé pour 1871. Il n'y a à l'époque aucune gare à Welle.

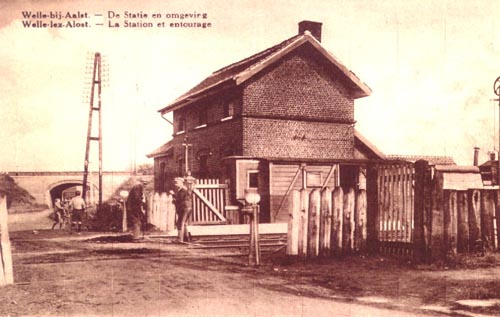
Maison de garde-barrière, vieux wagon et pont de la L50A.

Le point d'arrêt de Welle, administré depuis la gare d'Haaltert, est mis en service le 1er mai 1896 par l’Administration des chemins de fer de l’État belge. La maisonnette du garde-barrière est le seul bâtiment présent sur le site ; une caisse de vieux wagon sert d'abri pour les voyageurs, au-moins jusque dans les années 1920.
Le point d'arrêt est fermé pendant la Première Guerre mondiale.
Un grand abri en plaques de béton est ajouté contre la maison du garde-barrière. Ces deux structures ont depuis été démolies.
À partir de décembre 2020, Welle est aussi desservi le dimanche.

## Service des voyageurs

### Accueil
Halte SNCB, c'est un point d'arrêt non gardé (PANG), à accès libre. La traversée se fait par le passage à niveau.

Installations
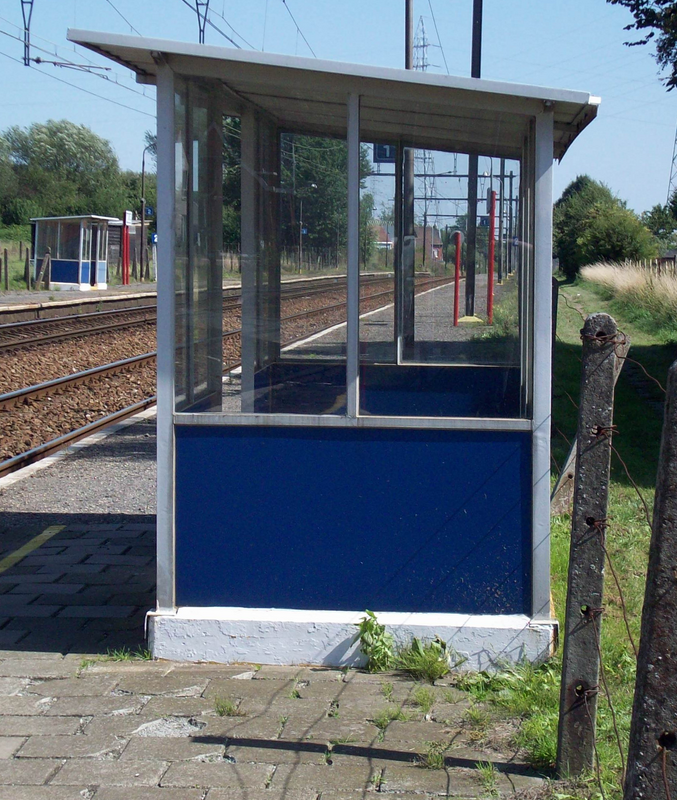
Abri (2009).
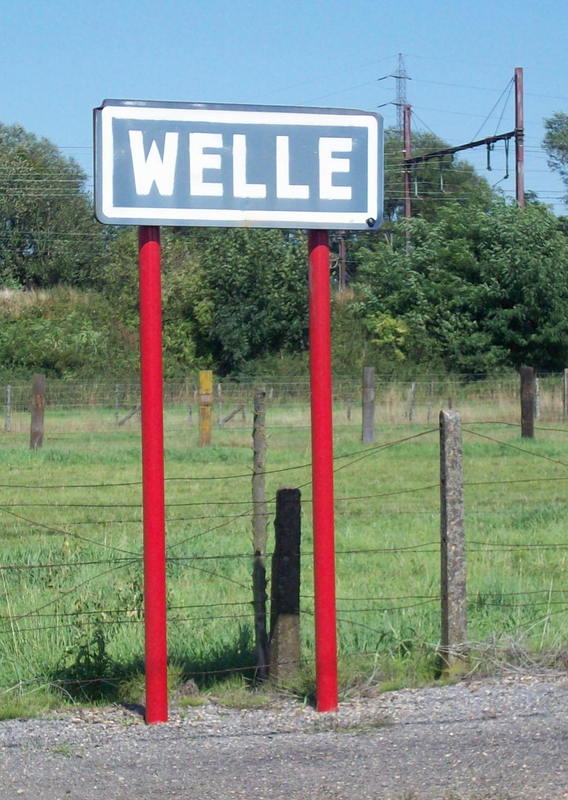
Pancarte.

### Desserte
Welle est desservie par des trains Suburbains (S3, S8) de la SNCB circulant sur la ligne commerciale 89 (voir brochure SNCB).
En semaine, la desserte est constituée de trains S3 entre Zottegem et Termonde via Bruxelles-Central et S8 entre Zottegem et Gare de Louvain-la-Neuve via Bruxelles-Central et Etterbeek, le tout premier train S3 et S8 de la journée étant prolongé depuis Audenarde et le dernier S3 ayant sont terminus à Audenarde.
Les week-ends et jours fériés, Welle est desservie par des trains S3 entre Zottegem et Schaerbeek (Bruxelles).

### Intermodalité
Il y a un parking et un parc à vélos.

## Comptage voyageurs
Ce graphique et tableau montre le nombre de voyageurs embarquant en moyenne durant la semaine, le samedi et le dimanche.
| Nombre de passagers qui embarquent à la gare de Welle | Nombre de passagers qui embarquent à la gare de Welle | Nombre de passagers qui embarquent à la gare de Welle | Nombre de passagers qui embarquent à la gare de Welle |
|                                                       | Semaine                                               | Samedi                                                | Dimanche                                              |
| ----------------------------------------------------- | ----------------------------------------------------- | ----------------------------------------------------- | ----------------------------------------------------- |
| 1977                                                  | 318                                                   | 36                                                    | 37                                                    |
| 1978                                                  | 350                                                   | 10                                                    | 40                                                    |
| 1979                                                  | 351                                                   | 21                                                    | 11                                                    |
| 1980                                                  | 309                                                   | 17                                                    | 22                                                    |
| 1981                                                  | 303                                                   | 12                                                    | 16                                                    |
| 1982                                                  | 283                                                   | 34                                                    | 13                                                    |
| 1983                                                  | 202                                                   | 16                                                    | 18                                                    |
| 1984                                                  | 278                                                   | 18                                                    | 13                                                    |
| 1985                                                  | 169                                                   | 13                                                    | 14                                                    |
| 1986                                                  | 138                                                   | 23                                                    | 13                                                    |
| 1987                                                  | 210                                                   | 8                                                     | 20                                                    |
| 1988                                                  | 172                                                   | 11                                                    | 12                                                    |
| 1989                                                  | 141                                                   | 5                                                     | 6                                                     |
| 1990                                                  | 134                                                   | 12                                                    | 4                                                     |
| 1991                                                  | 128                                                   | 6                                                     | 5                                                     |
| 1992                                                  | 132                                                   | 12                                                    | 9                                                     |
| 1993                                                  | 133                                                   | 8                                                     | 5                                                     |
| 1994                                                  | 135                                                   | -                                                     | -                                                     |
| 1995                                                  | 82                                                    | -                                                     | -                                                     |
| 1996                                                  | 123                                                   | -                                                     | -                                                     |
| 1997                                                  | 84                                                    | -                                                     | -                                                     |
| 1998                                                  | 102                                                   | -                                                     | -                                                     |
| 1999                                                  | 80                                                    | -                                                     | -                                                     |
| 2000                                                  | 86                                                    | -                                                     | -                                                     |
| 2001                                                  | 67                                                    | -                                                     | -                                                     |
| 2002                                                  | 79                                                    | -                                                     | -                                                     |
| 2003                                                  | 69                                                    | -                                                     | -                                                     |
| 2004                                                  | 67                                                    | -                                                     | -                                                     |
| 2005                                                  | 144                                                   | -                                                     | -                                                     |
| 2006                                                  | 72                                                    | -                                                     | -                                                     |
| 2007                                                  | 81                                                    | -                                                     | -                                                     |
| 2008                                                  | -                                                     | -                                                     | -                                                     |
| 2009                                                  | 63                                                    | -                                                     | -                                                     |
| 2010                                                  | -                                                     | -                                                     | -                                                     |
| 2011                                                  | -                                                     | -                                                     | -                                                     |
| 2012                                                  | 97                                                    | -                                                     | -                                                     |
| 2013                                                  | 94                                                    | -                                                     | -                                                     |
| 2014                                                  | 81                                                    | -                                                     | -                                                     |
| 2015                                                  | 128                                                   | -                                                     | -                                                     |
| 2016                                                  | 168                                                   | -                                                     | -                                                     |
| 2017                                                  | 149                                                   | -                                                     | -                                                     |
| 2018                                                  | 194                                                   | -                                                     | -                                                     |
| 2019                                                  | 128                                                   | -                                                     | -                                                     |
| 2020                                                  | 97                                                    | -                                                     | -                                                     |
| 2021                                                  | -                                                     | -                                                     | -                                                     |
| 2022                                                  | 308                                                   | 148                                                   | 139                                                   |
| 2023                                                  | 467                                                   | 82                                                    | 71                                                    |
| 2024                                                  | 359                                                   | 157                                                   | 105                                                   |